# روح مهربان
روح مهربان یک مجموعه تلویزیونی محصول ۱۳۸۴ به کارگردانی امیر قویدل، نویسندگی محمدهادی کریمی و تهیه‌کنندگی ذبیح‌الله اجاقلو در ژانر کمدی عاشقانه می‌باشد که از شبکه یک پخش شد.

## بازیگران و عوامل
- بهزاد فراهانی در نقش میرزا علی‌اکبر / اصغر چهل تومنی
- ثریا قاسمی در نقش اختر
- عبدالرضا زهره‌کرمانی در نقش معین
- پوپک گلدرهدر نقش مریم (دختر خانواده)
- غزل صارمی در نقش پریچهر
- محمد کاسبی در نقش جلال
- لیلا بوشهری در نقش دختر بزرگ خانواده
- رامسین کبریتی
- اردلان شجاع‌کاوه در نقش جهانگیر
- مارال فرجاد در نقش رویا
- فاطمه طاهری
- مریم معترف در نقش سیمین
- شقایق ناظری در نقش سوگول
- مدیر تولید: محمود خسروی